# 科尔沁左翼前旗
科尔沁左翼前旗，俗称为宾图郡王旗（宾图旗），中国清代、民国时期内蒙古旧旗名。該旗存在期間屬哲里木盟。

## 历史
清朝崇德元年（1636年）以科尔沁部首领奥巴的叔父洪果尔为札萨克。该旗始设3个佐领。北界科左中旗、东界科左后旗，西以养息牧河为界与库伦旗、土默特左翼旗（蒙古贞）隔河相望，南与新民县相邻。为一西北-东南向的狭长地带。
清康熙三十一年（1692年），宾图郡王奉旨献出养息牧河东岸长约三百华里、宽约二百华里的祖傳土地，作为清朝在东北的三陵（清永陵、清福陵、昭陵）牧养地。这些献出的土地直属清廷管辖，并从察哈尔八旗征调部众给皇家放牧，共计调遣32户、236口人，分包、白等12个姓氏、16个家族。设牧场，也称“苏鲁克”（意思是牧群，1940年代有苏鲁克旗）。科左前旗更显狭长特色，有“长400里，宽40里”之说。
嘉庆十八年（1813年），在苏鲁克地方试垦荒。道光八年（1828年），清帝诏准科左后旗境内的库都力甸子（今康平县境内）开荒。光绪六年（1880年），科左前旗东部大片土地也被开垦，此后该地旗县并存。光绪七年（1881年）清廷在康家屯设康平县，旗东部一百二十多个村屯划归康平，包括宾图王家族祖地的一部分。光绪二十三年（1897年）续垦。光绪二十八年（1902年），在横道子地方设置彰武县。
宾图郡王王府驻地最先设在伊克岳里泊（今内蒙古自治区库伦旗三家子北山东南），后迁至伊和窑（今科左后旗甘旗卡镇伊和要乐嘎查），再迁敖包哈拉乌苏（今科左后旗甘旗卡镇哈拉乌苏嘎查），再迁至昂海（今科左后旗朝鲁吐镇昂海嘎查）、东旧府（今康平县沙金台乡）、西旧府（今彰武县后新秋镇）。光绪三十年（1904年）迁至今彰武四合城镇南五华里的东升村，1951年王府拆除改为耕地。
1933年，满洲国将科尔沁左翼前旗改称东科前旗。旗公署初设西札哈气（今康平县沙金台乡西扎哈气村），1934年8月迁至今彰武县后新秋镇，1943年秋又迁至今彰武县章古台镇。
1945年日本投降后，东科前旗民主政府先后驻敖力营子、花果窝堡、后新秋、扎兰营子等地。1947年，又把科左前旗四十多个村屯划归彰武县。
1949年3月17日，东北行政委员会批准辽北省政府决定，撤销科左前旗建制，将东南部蒙汉杂居的三个区划归康平、法库、彰武三县。其中，章古台、后新秋两个区划给彰武县。将四区（满斗）和五区（朝鲁吐）约2000平方公里土地划入了库伦旗。至此科左前旗不复存在。1955年，内蒙古自治区人民委员会决定，交库伦旗之满斗、朝鲁吐两个区划入科左后旗，其中的瓦房和巴拉嘎苏塔拉二村划归库伦旗。

## 历任旗长

### 清代
1. 扎萨克郡王洪果尔，1636年至1641年在位
2. 扎萨克郡王额森，1646年至1665年在位
3. 扎萨克郡王额济颜，1666年至1695年在位
4. 扎萨克郡王塔达布，1696年至1707年在位
5. 扎萨克郡王伊西班迪，1707年至1747年在位
6. 扎萨克郡王拉达纳札木苏，1747年至1776年在位
7. 扎萨克郡王桑堆札布，1776年至1782年在位
8. 扎萨克郡王罗布桑札拉申，1782年即位，卒年不详
9. 扎萨克郡王仁钦札拉申，在位年度不详
10. 扎萨克郡王西力巴斯尔，在位年度不详
11. 扎萨克郡王敏如布扎布，1877年至1904年在位
12. 扎萨克郡王棍楚克苏荣，1904年即位。1912年投奔外蒙古博克多汗国，在蒙古政府任国务副总理

### 民国时期（包括满洲国）
1. 郡王丹巴達爾齊，棍楚克蘇隆胞弟。1912年至1929年在位。因患“精神分裂症”，旗民称其为“疯王”。1945年去世
2. 協理台吉薩嘎拉，又作萨格拉，「瘋王」去職後暫任札薩克，1930年12月29日因年事已高免去其札薩克職務[3]
3. 協理台吉乌宝（1895-1971），汉名包凤鸣，科左前旗沙日塔拉（今科左后旗朝鲁吐镇）台吉，科左前旗第一富户并掌握旗武装。因前任扎萨克不能理事，旗民推举乌宝任职。1929年10月起代理旗务，被称为“代理王爷”。1931年九一八事变，他因不愿意为日本关东军效力逃到北平，被张学良委任为高参，并授予扎萨克钢印、後任蒙藏委员会专职委员。1936年被选为“旅平蒙古同乡会”会长
4. 孟和吉雅：满洲国時期改為旗長，此為其治下旗长
5. 巴雅尔：此為满洲国治下旗长
6. 乌宝（1895-1971）：1946年国民党辽北省任命为旗长（驻后新秋）、蒙旗复员委员会委员、蒙藏委员会咨议。但随着辽沈战役的进行，乌宝就任不长时间便返回北京，“文革”时又被押送回原籍朝鲁吐公社沙日塔拉大队。1971年去世[4]